# Rønne Idrætsklub
Rønne Idrætsklub er en dansk fodboldklub hjemmehørende i Rønne på Bornholm. 

## Historie
Klubben blev grundlagt den 17. juni 1956 som en fusion mellem Rønne Boldklub og B1910.
Klubben havde i en årrække et samarbejde med Knudsker IF og IK Viking om holdet Rønne fB, men de opsagde dette samarbejde i 2019.